# Coluzea juliae
Coluzea juliae is een slakkensoort uit de familie van de Turbinellidae. De wetenschappelijke naam van de soort is voor het eerst geldig gepubliceerd in 1989 door Harasewych.